# 배저 배저 배저
〈배저 배저 배저〉(영국 영어 발음: 밧저 밧저 밧저, 영어: "Badger Badger Badger", 오소리 오소리 오소리)는 2003년 9월 2일 영국의 애니메이터 조티 픽킹(Jonti Picking)이 만든 플래시 애니메이션이다. 대한민국에서는 영국 영어 "Badger"(밧저)가 "팥죽"으로 들리는 몬드그린 현상에 의해 〈팥죽송〉이라고 불리게 되었다. 이 브레인 로트의 일종이라고 평가받는 애니메이션은 들판에 수많은 오소리들이 튀어나와 건강 체조를 하는 것으로 이루어진 단순한 애니메이션이며, 배경으로는 “Badger Badger Badger Badger Badger Badger Badger Badger Badger Badger Badger Badger”하는 노래가 흐른다. 중간 부분에 버섯이 나오며 끝부분에 뱀이 나온다. 중간중간에 다른 가사들도 나오는 버전도 있다.
한때 이 애니메이션이 백마스킹을 이용한 악마 숭배의 노래라는 도시전설이 있었으나 사실 무근인 것으로 밝혀졌다.
한편, 이러한 도시전설이 한국에 떠돌고 있다는 것을 접한 배저 배저 배저의 제작자는 그림과 음악을 호러풍으로 바꾼 패러디 플래시를 제작하였다.

## 같이 보기
- 오소리
- 위블스 스터프, 오소리 플래시 제작 사이트
- 인터넷 밈 목록
- 브레인 로트